# Turbo jourdani
Turbo jourdani is een slakkensoort uit de familie van de Turbinidae. De wetenschappelijke naam van de soort is voor het eerst geldig gepubliceerd in 1839 door Kiener.